# Morti nel 1860
| Questa pagina contiene informazioni ricavate automaticamente dalle voci biografiche con l'ausilio del template Bio e di un bot. L'aggiornamento è periodico e automatico e ricostruisce completamente la pagina. Se manca una persona in questa lista, sei pregato di non aggiungerla, ma accertati piuttosto che la sua voce biografica contenga il template Bio e che i dati anagrafici siano correttamente compilati. Se il template Bio manca, inseriscilo tu stesso o, in alternativa, metti l'avviso {{tmp\|Bio}} che ne segnala la mancanza. Se i dati riportati sono sbagliati, correggi direttamente la voce biografica; le modifiche saranno visibili in questa lista entro pochi giorni. Per chiarimenti vedi il progetto biografie. La lista contiene solo le 281 persone che sono citate nell'enciclopedia e per le quali è stato implementato correttamente il template Bio. Pagina aggiornata al 2 lug 2025. |

## Gennaio(18)
- 2 gennaio - Rafael María Baralt y Montúfar, poeta, storico e filologo venezuelano (n. 1810)
- 5 gennaio - Giovanni Nepomuceno Neumann, vescovo cattolico boemo (n. 1811)
- 6 gennaio - William Martin Leake, diplomatico, numismatico e antiquario britannico (n. 1777)
- 8 gennaio - Gustav von Franck, scrittore, editore e pittore austriaco (n. 1807)
- 9 gennaio - Karl Rudolf Brommy, ammiraglio tedesco (n. 1804)
- 9 gennaio - Friedrich Wilhelm Schulz, editore, militare e politico tedesco (n. 1797)
- 12 gennaio - Jan Zygmunt Skrzynecki, generale polacco (n. 1787)
- 13 gennaio - Antonio Franzini, politico e generale italiano (n. 1788)
- 15 gennaio - Albert Denison, I barone Londesborough, politico, diplomatico e numismatico britannico (n. 1805)
- 18 gennaio - John Nelson, politico statunitense (n. 1791)
- 26 gennaio - Luigi Rossi, politico italiano (n. 1795)
- 26 gennaio - Wilhelmine Schröder-Devrient, soprano tedesco (n. 1804)
- 27 gennaio - János Bolyai, matematico ungherese (n. 1802)
- 27 gennaio - Thomas Brisbane, astronomo e generale scozzese (n. 1773)
- 29 gennaio - Ernst Moritz Arndt, scrittore e poeta tedesco (n. 1769)
- 29 gennaio - Stefania di Beauharnais, sovrana tedesca (n. 1789)
- 29 gennaio - Henry Dilworth Gilpin, politico statunitense (n. 1801)
- 31 gennaio - Antonio Dragoni, presbitero, storico e falsario italiano (n. 1778)

## Febbraio(18)
- 1º febbraio - Giacomo Moraglia, architetto italiano (n. 1791)
- 2 febbraio - Thomas Ignatius Maria Forster, astronomo, naturalista e medico britannico (n. 1789)
- 7 febbraio - Giovanni Giuseppe Cappellari, vescovo cattolico e teologo italiano (n. 1772)
- 8 febbraio - Carlo Castelli, generale e rivoluzionario italiano (n. 1790)
- 8 febbraio - Martino Orsino, vescovo cattolico italiano (n. 1783)
- 8 febbraio - Carl Edvard Rotwitt, politico danese (n. 1812)
- 9 febbraio - Luigi Porro Lambertenghi, patriota, imprenditore e politico italiano (n. 1780)
- 9 febbraio - Damiano Sauli, politico, ingegnere e militare italiano (n. 1798)
- 10 febbraio - Giuseppe Marchi, archeologo, numismatico e gesuita italiano (n. 1795)
- 10 febbraio - Luigi Nicola de Majo, militare italiano (n. 1778)
- 11 febbraio - Manuel Carpio, poeta, scrittore e filosofo messicano (n. 1791)
- 11 febbraio - Luigi Laterza, vescovo cattolico italiano (n. 1784)
- 12 febbraio - Johann Georg Christian Lehmann, botanico tedesco (n. 1792)
- 12 febbraio - William Francis Patrick Napier, generale e storico britannico (n. 1785)
- 20 febbraio - Christian Ferdinand Friedrich Hochstetter, botanico tedesco (n. 1787)
- 22 febbraio - Giovanni Battista Federici, generale italiano (n. 1785)
- 25 febbraio - Jean-Jacques Champin, litografo e illustratore francese (n. 1796)
- 25 febbraio - Friedrich Thiersch, pedagogista e filologo tedesco (n. 1784)

## Marzo(18)
- 4 marzo - Honoré Charles Reille, generale francese (n. 1775)
- 5 marzo - Alfred de Dreux, pittore francese (n. 1810)
- 6 marzo - Friedrich Dotzauer, violoncellista e compositore tedesco (n. 1783)
- 6 marzo - Pelagio Palagi, architetto e scultore italiano (n. 1775)
- 8 marzo - Johann Nepomuk Hautle, politico e agricoltore svizzero (n. 1792)
- 9 marzo - Michele De Martino, mercante italiano (n. 1788)
- 9 marzo - Pierre-Joseph Mongellaz, politico francese (n. 1795)
- 12 marzo - Sulayman Pascià, militare egiziano (n. 1788)
- 13 marzo - Guglielmo Andreoli, pianista e compositore italiano (n. 1835)
- 14 marzo - Lilburn Boggs, politico statunitense (n. 1796)
- 14 marzo - Carlo Ghega, ingegnere italiano (n. 1802)
- 17 marzo - Anna Brownell Jameson, storica dell'arte e saggista irlandese (n. 1794)
- 23 marzo - Francisco Ruiz-Tagle, politico cileno (n. 1790)
- 24 marzo - Ii Naosuke, militare giapponese (n. 1815)
- 24 marzo - Domenico Maria Lo Jacono, vescovo cattolico italiano (n. 1786)
- 25 marzo - Julia Pastrana, circense messicana (n. 1834)
- 26 marzo - Antonio Maria Bordoni, matematico italiano (n. 1788)
- 28 marzo - Jean-Pierre Franque, pittore francese (n. 1774)

## Aprile(25)
- 1º aprile - Jules Coignet, pittore francese (n. 1798)
- 1º aprile - Joseph Guislain, medico belga (n. 1797)
- 2 aprile - Elisabetta Vendramini, religiosa italiana (n. 1790)
- 3 aprile - Vincenzo Lanza, medico e politico italiano (n. 1784)
- 3 aprile - Nicola Sterlini, vescovo cattolico italiano (n. 1798)
- 6 aprile - Natal'ja Jur'evna Golovkina, nobildonna russa (n. 1787)
- 6 aprile - James Kirke Paulding, politico e scrittore statunitense (n. 1778)
- 6 aprile - Luigi Zenone Quaglia, politico italiano (n. 1788)
- 8 aprile - Charles-Prosper Dieu, generale francese (n. 1813)
- 8 aprile - Félix Dujardin, zoologo e botanico francese (n. 1801)
- 8 aprile - István Széchenyi, politico, scrittore e nobile ungherese (n. 1791)
- 11 aprile - Camille Alphonse Trézel, generale francese (n. 1780)
- 11 aprile - Charlotte Vanhove, attrice teatrale francese (n. 1771)
- 12 aprile - Ernesto I di Hohenlohe-Langenburg, principe tedesco (n. 1794)
- 13 aprile - Davide Bertolotti, scrittore e giornalista italiano (n. 1784)
- 14 aprile - Andrea Cuffaro, patriota italiano (n. 1796)
- 14 aprile - Eduard Friedrich Eversmann, biologo e esploratore tedesco (n. 1794)
- 14 aprile - Gustave Leroy, compositore, poeta e cantante francese (n. 1818)
- 15 aprile - Anna Lapini, religiosa italiana (n. 1809)
- 16 aprile - Bartolomeo Borghesi, numismatico e epigrafista italiano (n. 1781)
- 18 aprile - Anders Adolf Retzius, anatomista e antropologo svedese (n. 1796)
- 20 aprile - Charles de Brouckère, politico belga (n. 1796)
- 23 aprile - Karl Ludwig von Bruck, politico e diplomatico austriaco (n. 1798)
- 24 aprile - Konstanty Adam Czartoryski, militare polacco (n. 1774)
- 26 aprile - Friedrich Wilhelm Carl Umbreit, teologo tedesco (n. 1795)

## Maggio(36)
- 1º maggio - Luigi Gordigiani, compositore e pianista italiano (n. 1806)
- 1º maggio - Anders Sandøe Ørsted, politico danese (n. 1778)
- 1º maggio - Giacomo Panizza, compositore italiano (n. 1803)
- 1º maggio - Francesco Riso, patriota italiano (n. 1826)
- 2 maggio - Ondrej Caban, patriota, presbitero e scrittore slovacco (n. 1813)
- 4 maggio - Willoughby Cotton, militare britannico (n. 1783)
- 5 maggio - Emanuele Bellia, avvocato, giurista e politico italiano (n. 1791)
- 6 maggio - Littleton Waller Tazewell, politico statunitense (n. 1774)
- 8 maggio - Horace Hayman Wilson, orientalista e numismatico inglese (n. 1786)
- 10 maggio - Theodore Parker, pastore protestante e predicatore statunitense (n. 1810)
- 11 maggio - Clemente Rovere, illustratore italiano (n. 1807)
- 12 maggio - Charles Barry, architetto inglese (n. 1795)
- 12 maggio - Cherubino Cornienti, pittore italiano (n. 1816)
- 13 maggio - Christian Gottlob Gmelin, chimico tedesco (n. 1792)
- 14 maggio - Ludwig Bechstein, scrittore tedesco (n. 1801)
- 14 maggio - Mauro Conconi, pittore italiano (n. 1815)
- 15 maggio - Carlo Bonardi, patriota italiano (n. 1837)
- 15 maggio - Desiderato Pietri, patriota italiano
- 15 maggio - Simone Schiaffino, patriota italiano (n. 1835)
- 15 maggio - Michele Viale-Prelà, cardinale e arcivescovo cattolico francese (n. 1798)
- 16 maggio - Anne Isabella Milbanke, nobile, mecenate e matematica britannica (n. 1792)
- 17 maggio - Johann Jakob Hottinger, storico svizzero (n. 1783)
- 19 maggio - Philippe Le Bas, grecista, epigrafista e archeologo francese (n. 1794)
- 20 maggio - William Butterworth Bayley, diplomatico e politico britannico (n. 1781)
- 20 maggio - Filippo Delpino, patriota italiano (n. 1779)
- 21 maggio - Phineas Gage, operaio statunitense (n. 1823)
- 21 maggio - Rosolino Pilo, patriota italiano (n. 1820)
- 23 maggio - Albert Richard Smith, scrittore e alpinista inglese (n. 1816)
- 25 maggio - Abramo Massalongo, naturalista e erpetologo italiano (n. 1824)
- 27 maggio - Pietro Baiocchi, militare e patriota italiano (n. 1834)
- 27 maggio - Rocco La Russa, patriota e medico italiano (n. 1828)
- 28 maggio - Enrico Eugenio Rechiedei, patriota italiano (n. 1833)
- 28 maggio - Enrico Uziel, patriota italiano (n. 1842)
- 29 maggio - Gioacchino Taddei, chimico, medico e politico italiano (n. 1792)
- 31 maggio - Luigi Martignoni, patriota e militare italiano (n. 1827)
- 31 maggio - William à Court, I barone Heytesbury, diplomatico e politico britannico (n. 1779)

## Giugno(24)
- 1º giugno - José María Melo, politico colombiano (n. 1800)
- 3 giugno - John Byng, I conte di Strafford, generale britannico (n. 1772)
- 4 giugno - Adolfo Azzi, militare e patriota italiano (n. 1837)
- 4 giugno - Wilhelm Christian Benecke von Gröditzberg, banchiere e collezionista d'arte tedesco (n. 1779)
- 6 giugno - Lajos Tüköry, patriota e militare ungherese (n. 1830)
- 6 giugno - Francesco Montanari, patriota e militare italiano (n. 1822)
- 6 giugno - Agata Sofia Sassernò, poetessa francese (n. 1810)
- 7 giugno - Daulo Augusto Foscolo, patriarca cattolico italiano (n. 1785)
- 7 giugno - Carlo Valcarenghi, patriota italiano (n. 1838)
- 10 giugno - Edmund Lockyer, militare e esploratore britannico (n. 1784)
- 10 giugno - Jean-Jacques Monanteuil, pittore e disegnatore francese (n. 1785)
- 10 giugno - Alexandre Ferdinand Parseval-Deschênes, militare e politico francese (n. 1790)
- 11 giugno - François Justin, politico francese (n. 1796)
- 11 giugno - Baden Powell, matematico e religioso britannico (n. 1796)
- 16 giugno - Alfonso Testa, filosofo e politico italiano (n. 1784)
- 17 giugno - Giuseppe Rivelli, poeta e letterato italiano (n. 1783)
- 20 giugno - Antoine Blanc, arcivescovo cattolico francese (n. 1792)
- 23 giugno - Giuseppe Cafasso, presbitero italiano (n. 1811)
- 24 giugno - Girolamo Bonaparte, re francese (n. 1784)
- 25 giugno - Pōtatau Te Wherowhero, sovrano neozelandese
- 25 giugno - Antonio Tonini, alpinista e geografo svizzero (n. 1828)
- 25 giugno - Sergej Petrovič Trubeckoj, militare russo (n. 1790)
- 28 giugno - Joseph Carl von Anrep, generale russo (n. 1798)
- 29 giugno - Thomas Addison, medico e scienziato britannico (n. 1793)

## Luglio(8)
- 1º luglio - Charles Goodyear, inventore statunitense (n. 1800)
- 3 luglio - Friedrich Gottlob Schulze, economista tedesco (n. 1795)
- 7 luglio - Robert Story, poeta inglese (n. 1795)
- 15 luglio - Jacques Laurent Favrat de Bellevaux, politico italiano (n. 1783)
- 20 luglio - Filippo Migliavacca, patriota italiano (n. 1829)
- 22 luglio - Stefano Delle Chiaje, medico e naturalista italiano (n. 1794)
- 26 luglio - Rodolfo Lamprecht, medico croato (n. 1781)
- 31 luglio - Giustino de Jacobis, religioso, vescovo cattolico e santo italiano (n. 1800)

## Agosto(24)
- 1º agosto - José Jorge Loureiro, politico e militare portoghese (n. 1791)
- 6 agosto - Aristide Timoteo Somis di Chavrie, politico italiano (n. 1801)
- 7 agosto - Cajetan von Textor, chirurgo tedesco (n. 1782)
- 8 agosto - Carolina Primodì, pittrice italiana (n. 1805)
- 11 agosto - Francesco Stabile, compositore italiano (n. 1801)
- 13 agosto - Danilo I del Montenegro, principe montenegrino (n. 1826)
- 14 agosto - André Marie Constant Duméril, zoologo francese (n. 1774)
- 15 agosto - Giuseppe Maria Bravi, vescovo cattolico italiano (n. 1813)
- 15 agosto - Giuliana di Sassonia-Coburgo-Gotha, principessa (n. 1781)
- 17 agosto - Frédéric Regnault de La Susse, ammiraglio francese (n. 1788)
- 20 agosto - Cesare Pompeo Castelbarco, nobile, politico e compositore italiano (n. 1782)
- 22 agosto - Giuseppe De Fabris, scultore e pittore italiano (n. 1790)
- 22 agosto - Alexandre-Gabriel Decamps, pittore francese (n. 1803)
- 22 agosto - Samuel Holdheim, rabbino tedesco (n. 1806)
- 22 agosto - Paolo De Flotte, esploratore, inventore e politico francese (n. 1817)
- 23 agosto - Charles Joseph de Raigecourt, generale francese (n. 1771)
- 24 agosto - Pío de Tristán, generale e politico peruviano (n. 1773)
- 25 agosto - Fileno Briganti, generale italiano (n. 1800)
- 25 agosto - Johan Ludvig Heiberg, poeta danese (n. 1791)
- 25 agosto - Christian Lobeck, filologo classico tedesco (n. 1781)
- 26 agosto - Friedrich Silcher, compositore tedesco (n. 1789)
- 29 agosto - Vincenzo Padula, presbitero e patriota italiano (n. 1831)
- 29 agosto - Carlo Persoglio, magistrato e politico italiano (n. 1801)
- 31 agosto - Edward Frederick Kelaart, fisico e naturalista britannico (n. 1819)

## Settembre(17)
- 1º settembre - Domenico Adamini, architetto svizzero (n. 1792)
- 6 settembre - Giorgio di Meclemburgo-Strelitz, sovrano tedesco (n. 1779)
- 8 settembre - Juan Rafael Mora Porras, politico costaricano (n. 1814)
- 12 settembre - William Walker, medico, avvocato e giornalista statunitense (n. 1824)
- 13 settembre - Gabriele Ferretti, cardinale italiano (n. 1795)
- 16 settembre - María Francisca de Sales de Portocarrero, nobile spagnola (n. 1825)
- 18 settembre - Joseph Locke, ingegnere inglese (n. 1805)
- 18 settembre - Georges de Pimodan, generale francese (n. 1822)
- 19 settembre - Andreas Metaxas, patriota e politico greco (n. 1790)
- 19 settembre - Thomas D. Rice, cabarettista statunitense (n. 1808)
- 21 settembre - Arthur Schopenhauer, filosofo, orientalista e traduttore tedesco (n. 1788)
- 24 settembre - Maria di Württemberg, principessa tedesca (n. 1799)
- 25 settembre - Carl Friedrich Zöllner, compositore e direttore di coro tedesco (n. 1800)
- 26 settembre - Miloš Obrenović I di Serbia, principe serbo (n. 1780)
- 27 settembre - Charles-Joseph d'Ursel, politico e nobile belga (n. 1777)
- 29 settembre - Tokugawa Nariaki, politico giapponese (n. 1800)
- 30 settembre - Vincenzo Macchi, cardinale italiano (n. 1770)

## Ottobre(24)
- 1º ottobre - Cesare Boldrini, patriota e medico italiano (n. 1816)
- 1º ottobre - Pilade Bronzetti, patriota italiano (n. 1832)
- 1º ottobre - Angelo Ceresetto, militare italiano (n. 1839)
- 1º ottobre - Carlo Mazzei, patriota italiano (n. 1844)
- 1º ottobre - Fortunato Timolini, patriota italiano (n. 1835)
- 2 ottobre - Louis Hersent, pittore francese (n. 1777)
- 2 ottobre - Pietro Palazzotto, avvocato e patriota italiano (n. 1837)
- 3 ottobre - Bonaventura Buttini, politico italiano (n. 1811)
- 3 ottobre - Rembrandt Peale, pittore statunitense (n. 1778)
- 4 ottobre - Narciso Cozzo, militare italiano (n. 1833)
- 5 ottobre - Aleksej Stepanovič Chomjakov, poeta, filosofo e teologo russo (n. 1804)
- 10 ottobre - Jules Victor Génisson, pittore belga (n. 1805)
- 11 ottobre - Ludovico Prosseda, pittore e incisore italiano (n. 1780)
- 12 ottobre - Harry Smith, I baronetto, generale britannico (n. 1787)
- 17 ottobre - Pietro Lavagnolo, patriota e militare italiano (n. 1835)
- 18 ottobre - Casimiro de Abreu, poeta brasiliano (n. 1839)
- 19 ottobre - Ang Duong, re cambogiano (n. 1796)
- 21 ottobre - Charles Gordon-Lennox, V duca di Richmond, politico e militare inglese (n. 1791)
- 24 ottobre - Élie Decazes, politico e nobile francese (n. 1780)
- 27 ottobre - Charles Pierrepont, II conte Manvers, militare, politico e nobile inglese (n. 1778)
- 29 ottobre - Gaetano Errico, presbitero italiano (n. 1791)
- 29 ottobre - Matteo Negri, militare italiano (n. 1818)
- 31 ottobre - Thomas Cochrane, ammiraglio e politico britannico (n. 1775)
- 31 ottobre - Joseph Kornhäusel, architetto austriaco (n. 1782)

## Novembre(16)
- 1º novembre - Carlotta di Prussia, imperatrice (n. 1798)
- 3 novembre - Andrea Mustoxidi, letterato e storico greco (n. 1785)
- 5 novembre - Johann Friedrich Klotzsch, farmacista e botanico tedesco (n. 1805)
- 5 novembre - Andrés Latorre, militare uruguaiano (n. 1781)
- 6 novembre - Charles John Napier, ammiraglio britannico (n. 1786)
- 7 novembre - Leopold Lažanský z Bukové, politico e nobile boemo (n. 1808)
- 10 novembre - Ferdinando Maestri, patriota e politico italiano (n. 1786)
- 12 novembre - Domenico Capellina, politico italiano (n. 1819)
- 19 novembre - Károly Markó il Vecchio, pittore ungherese (n. 1793)
- 21 novembre - Giorgio Guglielmo di Schaumburg-Lippe, sovrano tedesco (n. 1784)
- 21 novembre - John Eatton Le Conte, naturalista, entomologo e botanico statunitense (n. 1784)
- 24 novembre - Giovanni Antonio Pagliacciù della Planargia, militare e politico italiano (n. 1793)
- 25 novembre - Attilio Fiascaini, vescovo cattolico italiano (n. 1778)
- 25 novembre - Henry Fitzalan-Howard, XIV duca di Norfolk, nobile e politico inglese (n. 1815)
- 27 novembre - Ludwig Rellstab, poeta e critico musicale tedesco (n. 1799)
- 28 novembre - Christian Karl Josias von Bunsen, scrittore e diplomatico tedesco (n. 1791)

## Dicembre(21)
- 1º dicembre - Friedrich Maximilian Hessemer, scrittore e architetto tedesco (n. 1800)
- 2 dicembre - Ferdinand Christian Baur, teologo tedesco (n. 1792)
- 3 dicembre - Giovanni Nepomuceno de Tschiderer, vescovo cattolico austriaco (n. 1777)
- 4 dicembre - Agathon Benary, filologo classico e linguista tedesco (n. 1807)
- 4 dicembre - Friedrich Ludwig Meissner, ginecologo e pediatra tedesco (n. 1796)
- 4 dicembre - Leopoldo di Borbone-Due Sicilie, principe (n. 1813)
- 5 dicembre - Friedrich Christoph Dahlmann, storico tedesco (n. 1785)
- 6 dicembre - Guy Aubert de Trégomain, ufficiale e politico francese (n. 1774)
- 8 dicembre - Fabrizio Lazari, politico e militare italiano (n. 1797)
- 12 dicembre - Alessio Narbone, gesuita e storico italiano (n. 1789)
- 14 dicembre - Francesco Gaude, cardinale italiano (n. 1809)
- 14 dicembre - George Hamilton Gordon, IV conte di Aberdeen, politico e ambasciatore inglese (n. 1784)
- 15 dicembre - Philibert de Bruillard, vescovo cattolico francese (n. 1765)
- 16 dicembre - Charles J. McDonald, politico e generale statunitense (n. 1793)
- 17 dicembre - Désirée Clary, regina (n. 1777)
- 19 dicembre - Konstantin Sergeevič Aksakov, scrittore, critico letterario e filosofo russo (n. 1817)
- 19 dicembre - James Broun-Ramsay, I marchese di Dalhousie, nobile e politico scozzese (n. 1812)
- 21 dicembre - Peter Friedhofen, presbitero tedesco (n. 1819)
- 23 dicembre - Carlo Cavalli, politico italiano (n. 1799)
- 26 dicembre - Jean-Marie de La Mennais, presbitero francese (n. 1780)
- 26 dicembre - Eduard George Wilhelm von Langenau, militare, diplomatico e nobile austriaco (n. 1787)

## Senza giorno specificato(32)
- Giacinto Achilli, teologo e patriota italiano (n. 1802)
- Giambattista Ajello, filosofo italiano (n. 1815)
- Giovanni Battista Giuseppe Albrizzi, nobile italiano (n. 1799)
- François-Alphonse Arnault, attore teatrale e drammaturgo francese (n. 1819)
- Calisto Bassi, librettista italiano
- Giuseppe Belli, fisico e matematico italiano (n. 1791)
- Vittorio Bellini, architetto italiano (n. 1798)
- Tapoa II, re (n. 1806)
- Giuseppe Bortignoni il Vecchio, pittore e incisore italiano (n. 1778)
- Angelo Bruneri, scultore italiano
- George Buist, giornalista e scienziato scozzese (n. 1805)
- Theodore Edward Cantor, medico, zoologo e botanico danese (n. 1809)
- Angelo Cerutti, filologo e grammatico italiano (n. 1797)
- Isaäc da Costa, scrittore olandese (n. 1798)
- Bernardino Dalponte, italiano (n. 1772)
- Deshalji II, principe indiano (n. 1814)
- Erminia Gherardi, attrice teatrale italiana (n. 1808)
- Arthur Hamilton, botanico e esploratore svizzero (n. 1795)
- He Chun, generale cinese
- Werner Holmberg, pittore finlandese (n. 1830)
- Nasrullah Khan, sovrano uzbeko (n. 1806)
- Johann Gottfried Ludwig Kosegarten, orientalista tedesco (n. 1792)
- Adolphe Lenoir, chirurgo francese (n. 1802)
- Jean-Jacques-Joseph Leroy d'Etiolles, medico francese (n. 1798)
- Occhi Assonnati, condottiero nativo americano (n. 1780)
- Osman Pascià, ammiraglio ottomano (n. 1785)
- Luigi Persico, scultore italiano (n. 1791)
- Martin Heinrich Rathke, medico tedesco (n. 1793)
- William Charles Ross, pittore e miniaturista inglese (n. 1794)
- George Simpson, esploratore scozzese (n. 1792)
- Abu Muslim Khan Tarkovskij, generale e principe russo (n. 1797)
- Marianne von Willemer, attrice e poetessa austriaca (n. 1784)